# 非關命運
《非關命運》（匈牙利語：Sorstalanság）是2002年匈牙利猶太諾貝爾文學獎得獎作家因惹·卡爾特斯的一部自傳小說。創作於1969年至1973年間，並於1975年初版。1992年及2004年，分別被翻譯為英文版本。
《非關命運》是諾貝爾文學獎得主因惹．卡爾特斯的第一部小說。主角柯弗被抓到集中營，小說以反襯的手法將集中營的日子描述得和日常生活沒什麼兩樣。柯弗以小孩懵懂的觀點看世界，沒有先入為主的成見，而正因為不做道德的責難與意識形態的控訴，小說的微言大意更形突出。